# Szygówek
Szygówek – wieś w Polsce położona w województwie mazowieckim, w powiecie pułtuskim, w gminie Pułtusk.  Ma status sołectwa. Leży nad Narwią.
W latach 1975–1998 miejscowość administracyjnie należała do województwa ciechanowskiego.
Wierni Kościoła rzymskokatolickiego należą do parafii św. Wojciecha w Zambskach Kościelnych.